# Peréte
Peréte (szlovákul: Prejta) Máriatölgyes része Szlovákiában, a Trencséni kerület Illavai járásában. Területe 1 km², népessége mintegy 1200 fő.

## Fekvése
Illavától 3 km-re délnyugatra, a Vág bal partján fekszik. Máriatölgyes központjától kb. 3 km-re északkeletre található.

## Története
1379-ben „Peryche” alakban említik először. 1409-ben „Proytha”, 1439-ben „Prerita” néven említik. A trencséni váruradalom része volt, ekkor Albert király feleségének adta. 1447-ben a Pongráczok Szentmiklósi uradalmához tartozott, majd a feudalizmus végéig az illavai uradalom része.
A 18. század végén Vályi András így ír róla: „PREJTA. Tót falu Trentsén Vármegyében, földes Ura Gróf Königszeg Uraság, lakosai katolikusok, fekszik Illavának szomszédságában, mellynek filiája, Dubniczához is közel, határjának javai külömbfélék, első osztálybéli.”
Fényes Elek 1851-ben kiadott geográfiai szótárában így ír a faluról: „Prejtha, tót falu, Trencsén vmegyében, a Vágh bal partján: 518 kath., 12 zsidó lak. F. u. gr. Kőnigsegg. Ut. p. Trencsén.”
1910-ben 561, túlnyomórészt szlovák lakosa volt. 1920 előtt Trencsén vármegye Illavai járásához tartozott.
1973-óta Máriatölgyes városrésze.

## Külső hivatkozások
- Peréte Máriatölgyes honlapján
- Peréte a térképen

## Lásd még
- Máriatölgyes
- Vágmogyoród